# Calum Mallace
Calum Mallace (* 10. Januar 1990 in Torphichen) ist ein ehemaliger schottischer Fußballspieler, der als Mittelfeldspieler eingesetzt wurde. Er ist derzeit als Cheftrainer bei Bavarian United SC und Co-Trainer bei den Loyola Ramblers tätig.

## Werdegang
Mallace verbrachte seine Kindheit in Schottland, wo er auch mit dem Fußballspielen begann. Im Alter von neun Jahren zog er mit seiner Familie von Schottland in die Vereinigten Staaten.  Dort spielte er zwei Jahre lang bei den Woodbury Predators in Minnesota.
Mallace besuchte die Marquette University und spielte für die Fußballmannschaft der Universität. Insgesamt kam er dort auf 69 Spiele für die Auswahl; er erhielt mehrere Auszeichnungen für seine herausragenden Leistungen. 2011 gelang ihm der Wechsel zu Chicago Fire Premier, der Nachwuchsmannschaft von Chicago Fire, wodurch er den Grundstein für seine Profikarriere legte.
Im MLS SuperDraft 2012 wurde Mallace vom kanadischen Franchise Montreal Impact ausgewählt und verpflichtet. In der Saison 2012 wurde Mallace vier Mal für Impact eingesetzt. Sein erstes Profispiel absolvierte er am 30. Juni 2012 gegen DC United. Darüber hinaus war er auch für die Reservemannschaft aktiv, wo er acht Spiele bestritt.
In der Saison 2013 wurde Mallace zunächst zweimal eingesetzt, anschließend wurde er an Minnesota United ausgeliehen, damit er weitere Spielpraxis sammeln konnte. Für Minnesota spielte er zwölf Spiele, dabei erzielte er ein Tor und bereitete ein weiteres vor.
Für die Saison 2014 kehrte Mallace zu Montreal Impact zurück, wo ihm schließlich der Durchbruch im Profifußball gelang. Er entwickelte sich zu einem wichtigen Spieler für Impact und wurde im Laufe der Saison 23 Mal eingesetzt. Am 13. September 2014 gelang Mallace im Spiel gegen New England Revolution schließlich sein erstes Tor im Profifußball. Zudem wurde er dreimal in der CONCACAF Champions League eingesetzt und half in der MLS Reserve League für die Zweitvertretung von Impact aus. Schließlich gelang Mallace der Gewinn der Canadian Championship 2014 mit Impact.
Während der Saison 2015 hält der Trend an, Mallace steht regelmäßig in der Startaufstellung von Montreal Impact.
Für die Saison 2017 ging es für Mallace zu den Seattle Sounders, wo sein Vertrag nach einer Saison nicht verlängert wurde. In der Saison 2018 spielte er für den Los Angeles FC und während der Saison 2019 für den Austin Bold FC in der USL Championship. Nach dieser Saison beendete Mallace seine Profikarriere und begann mit seiner Tätigkeit als Trainer. Im Jahr 2020 wurde er Co-Trainer bei den Northwestern Wildcats und beendete dort im selben Jahr seine Arbeit. Seit 2021 ist Mallace Co-Trainer bei den Loyola Ramblers und seit 2023 zusätzlich Chef-Trainer bei Bavarian United FC.

### Erfolge
Canadian Championship
2013, 2014

## Privates
Mallace ist auch US-amerikanischer Staatsbürger.
Sein Bruder Craig ist ebenfalls Fußballspieler. Er spielte unter anderem für Minnesota Thunder und ist der Leiter der Nachwuchsakademie von Minnesota United, für die Calum Mallace 2013 aktiv war.
Calum Mallace hat einen Universitätsabschluss in Broadcasting.